# Rio Budeasa (Galbena)
O Rio Budeasa (Galbena) é um rio da Romênia afluente do Rio Galbena, localizado no distrito de Bihor.